# غوردون د. كوفمان
غوردون د. كوفمان (بالإنجليزية: Gordon D. Kaufman)‏ هو أكاديمي أمريكي، ولد في 22 يونيو 1925 في نيوتن في الولايات المتحدة، وتوفي في 22 يوليو 2011.